# Plompe Toren

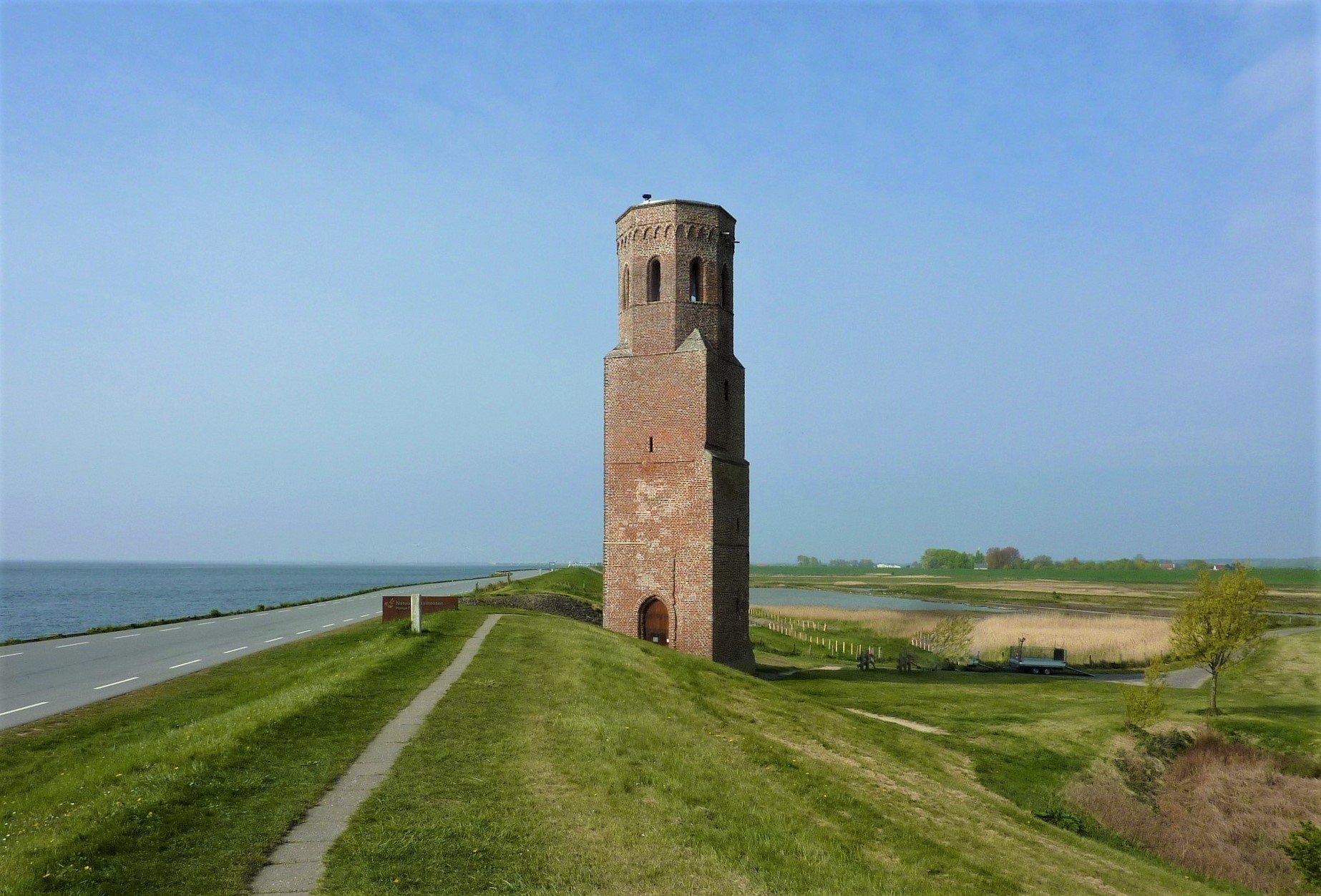
Der Plompe Toren

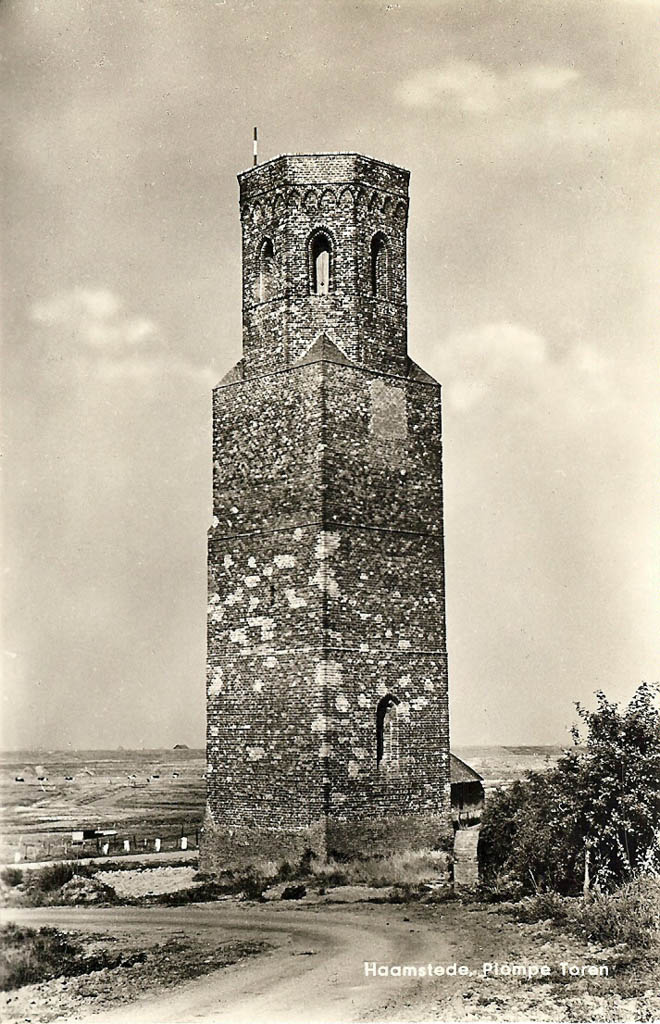
Der Plompe Toren auf einer Postkarte um 1920

Der Plompe Toren ist ein spätgotischer, 23 Meter hoher Turm („Toren“, niederländisch für Turm), gelegen direkt auf dem Süddeich nahe Burgh-Haamstede auf der niederländischen Insel Schouwen-Duiveland (Provinz Zeeland). Der Turm gehörte ursprünglich zur Pfarrkirche des untergegangenen Dorfes Koudekerke (nicht zu verwechseln mit dem gleichnamigen Koudekerke auf Walcheren). Mit Koudekerke verschwanden in der Zeit zwischen 1475 und 1650 noch weitere dreizehn Dörfer; etwa 3500 Hektar Land ging durch immer neue Deichbrüche verloren. Der Turm ist als Rijksmonument eingestuft.

## Geschichte
Nach 1311 wurde in Koudekerke eine erste Pfarrkirche gebaut, die wahrscheinlich dem heiligen Martin von Tours geweiht war. Dieser erste Kirchbau wurde zwischen dem 8. und 10. Oktober 1375 Opfer einer schweren Sturmflut. Nach 1468 wurde durch Ludwig von Brügge der Neubau der Kirche veranlasst. Dieser hatte jedoch keine lange Dauer seiner gottesdienstliche Bestimmung. Da Koudekerke den noch nicht gebändigten Kräften der Oosterschelde ausgesetzt war, wurde das Dorf aufgegeben, die Pfarrkirche schließlich 1583 bis auf den Turm abgebrochen. Da Baumaterial in dieser Zeit knapp war, wurden die Steine und brauchbare Bretter für Neubauten wiederverwendet. Der alte Kirchturm aber wurde zur Landmarke für die Schifffahrt aus und in Richtung Antwerpen bestimmt.
1935 erfolgte eine erste grundlegende Restaurierung des Turmes, 1974 wurde die Außenseite wiederhergestellt. Der Turm ist seit 1997 im Besitz der niederländischen Vereniging Natuurmonumenten, die dort ein Besucherzentrum eingerichtet hat, das ganzjährig geöffnet hat. Der Turm kann kostenlos bestiegen werden und auf der Plattform auf der Turmspitze befindet sich ein Fernglas auf einer umlaufenden Schiene, welches ebenfalls kostenlos benutzt werden kann.